# Mogarraz (kommunhuvudort)
Mogarraz är en kommunhuvudort i Spanien.   Den ligger i provinsen Provincia de Salamanca och regionen Kastilien och Leon, i den centrala delen av landet, 200 km väster om huvudstaden Madrid. Mogarraz ligger 786 meter över havet och antalet invånare är 335.
Terrängen runt Mogarraz är kuperad. Runt Mogarraz är det glesbefolkat, med 11 invånare per kvadratkilometer. Närmaste större samhälle är La Alberca, 4,9 km väster om Mogarraz. Omgivningarna runt Mogarraz är huvudsakligen savann.